# Reliant Regal
El Reliant Regal fue un pequeño automóvil de tres ruedas, fabricado desde 1953 hasta 1973 por la Reliant Motor Company en Tamworth (Inglaterra), como sustituto del Reliant Regent. Al ser un vehículo de tres ruedas, al amparo de la legislación del Reino Unido se consideraba un triciclo, y debido a su construcción ligera, por debajo de 355 kg, el vehículo podía ser conducido con una licencia de motocicleta. Una versión comercial ligera con una puerta trasera con bisagras laterales se comercializó bajo el nombre de Reliant Supervan.

## Historia

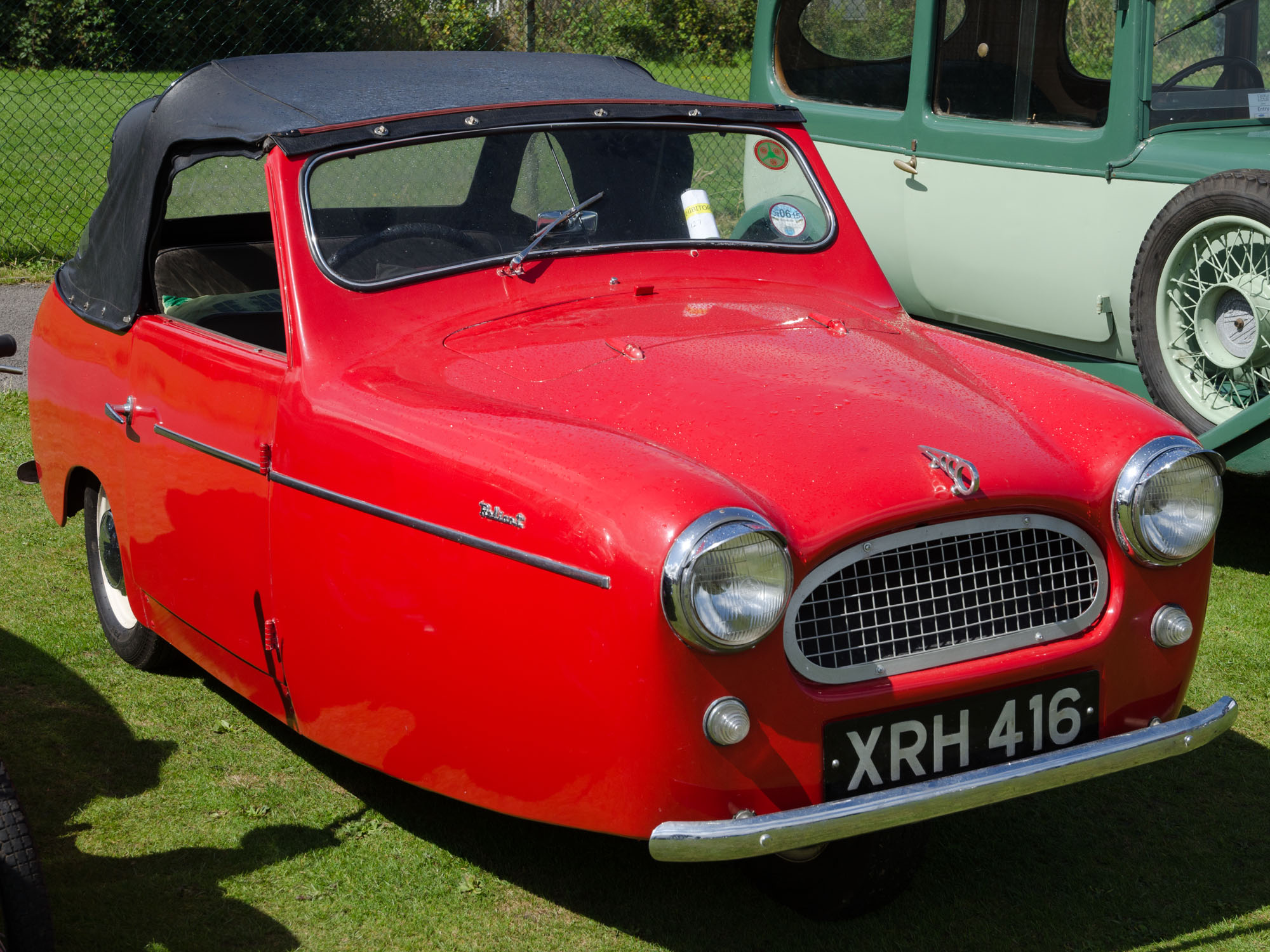
Reliant Regal Mk III Convertible (1956-58)

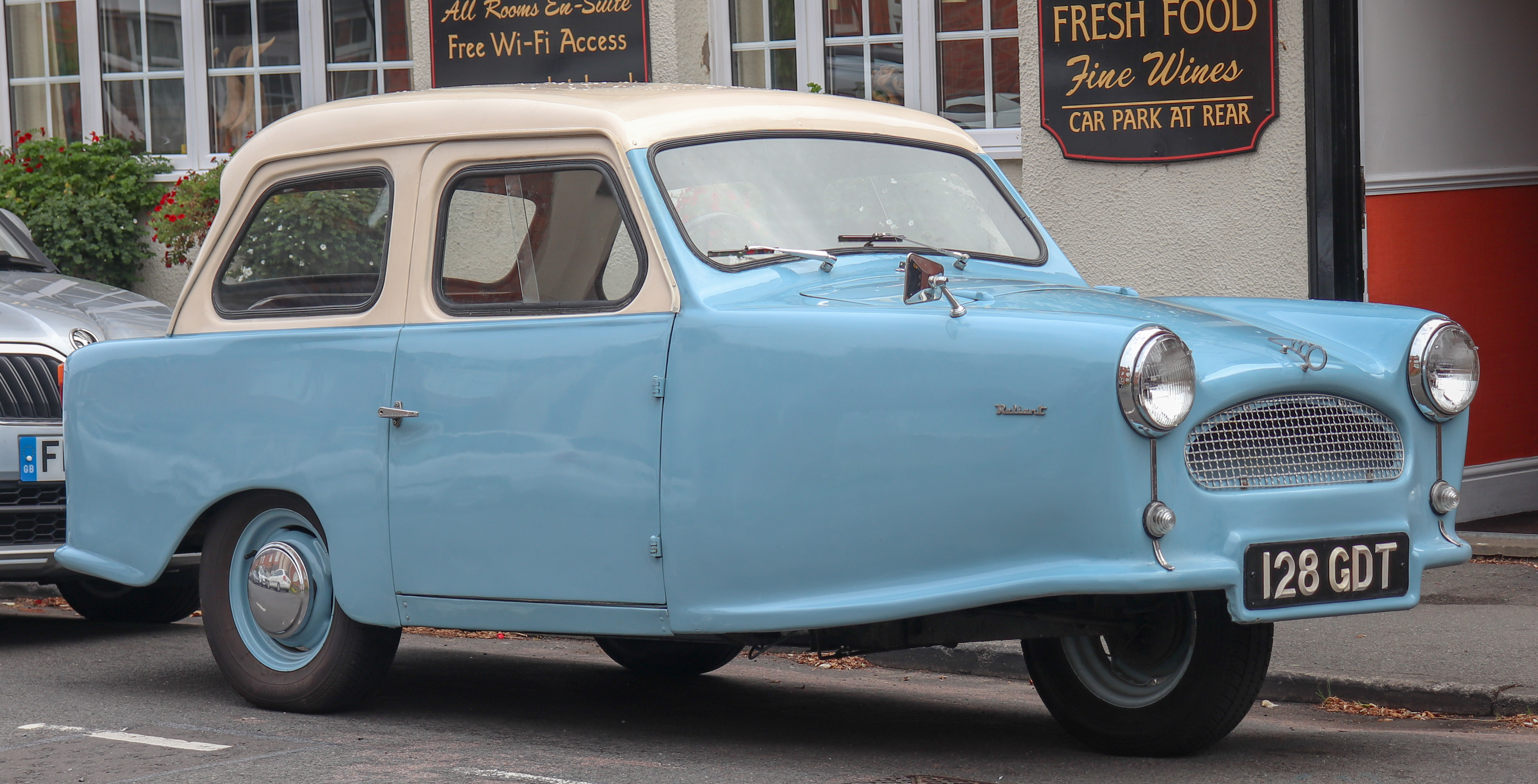
Reliant Regal Mk VI (1962)

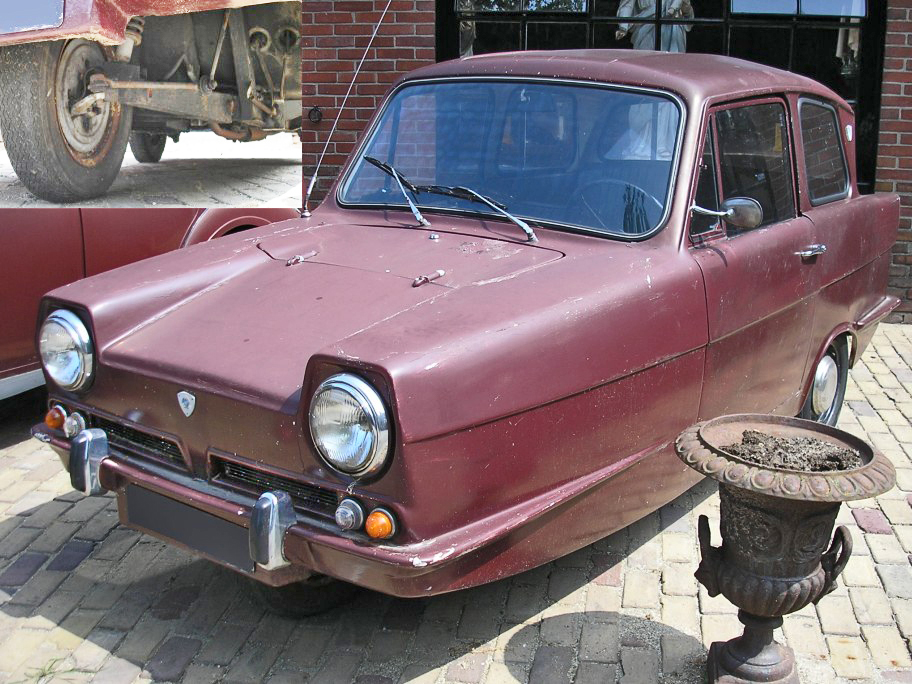
Reliant Regal 3/30 (1962-73) con un detalle de la suspensión frontal

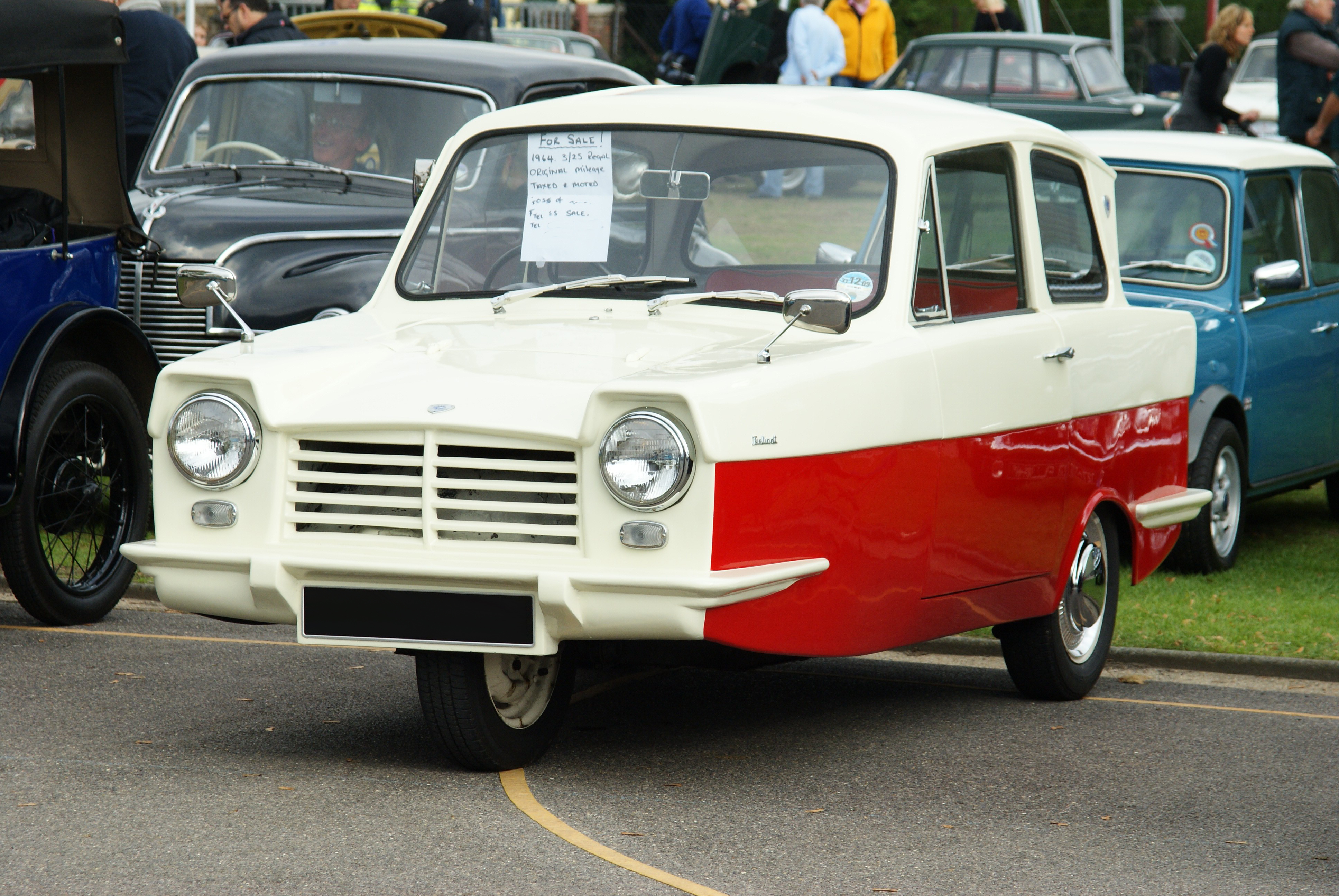
1964 Reliant Regal 3/25 (1962-68)

Tras el lanzamiento del Mk I en 1953, el Regal pasó por muchas revisiones en un corto espacio de tiempo, desde el diseño de bastidor de madera original y una discreta carrocería de paneles de la "primera generación", hasta la versión Mk VI de 1961.
En 1962, Reliant introdujo el Mk VII, con el código "TW7" de referencia (Three Wheeler 7). Esta versión contó con un nuevo motor OHV Reliant, un nuevo chasis de acero y una carrocería integrada, con un estilo visual totalmente actualizado. Se comercializaron distintas versiones, como el Regal 3/25, el Regal 3/30 (número de ruedas / CV), el Regal 21E o el Regal 21E 700. El motor de 600cc rendía 25 CV (en realidad 598cc/24 CV) y el motor de 700cc 30 y CV (en realidad 701cc/29 CV). La versión 21E se equipó de serie con 21 extras, que eran accesorios opcionales para la versión estándar. Estos extras incluían un foco, una luz antiniebla, parachoques cromados, parasoles, un indicador de nivel de aceite, tapacubos exteriores y pintura metalizada. En 1973, el Regal fue sustituido por el Reliant Robin (cuyo nombre en código era "TW8").
Los Regal MkI-MkVI tenían carrocerías de aluminio y un motor de válvulas laterales de 747cc. Sin embargo, durante la década de 1950, el precio del aluminio aumentó notablemente en toda Europa. En respuesta, Reliant desarrolló la fabricación de paneles de fibra de vidrio, que pieza por pieza fueron sustituyendo a los paneles de aluminio, hasta que el Regal Mark 3 de 1956 se fabricó con una carrocería totalmente de fibra de vidrio. A diferencia de Panhard, que respondió al aumento del costo del aluminio sustituyendo los paneles de aluminio por paneles de acero más pesados, la elección de Reliant de la tecnología de fibra de vidrio garantizó que el Regal fuese capaz de mantener la ventajosa ligereza de su peso, con la consiguiente posibilidad de utilizar motores más pequeños, de menor potencia y por lo tanto, más económicos. El Regal Mk VI fue el último Regal en ser impulsado por un motor de válvulas laterales, dado que Reliant había desarrollado en 1962 su propio motor con válvulas en cabeza de 600 cc totalmente de aluminio, que se instaló en el nuevo Regal 3/25.
La versión Regal 3/25 se introdujo en octubre de 1962, y a diferencia de otros modelos de Regal anteriores ya no utilizaba un bastidor de madera, y en su lugar se dispuso una carrocería integral de fibra de vidrio reforzada. La fibra de vidrio se moldeaba en dos módulos principales (exterior e interior), unidos entre sí y atornillados a un chasis de acero. Mientras tanto, el 25 de abril de 1968, un año antes de que BMC celebrara la producción de su Mini número dos millones, el director de ventas de Reliant, T. H. Scott, condujo personalmente la unidad número 50.000, un Regal 3/25 fabricado en la planta de Tamworth.
Unos meses más tarde, en agosto de 1968, se introdujo el motor de 701 cc en el Reliant Rebel, que el otoño anterior ya se había instalado en el Regal. Para el vehículo de tres ruedas, la relación de compresión se bajó a 7,5:1, lo que redujo la potencia a 29,5 CV para el Rebel de 35 CV. Sin embargo, esto todavía representaba un aumento sobre los 26 CV anunciados para la unidad de 600 cc a la que sustituyó el 701.

## Presencia en la cultura popular

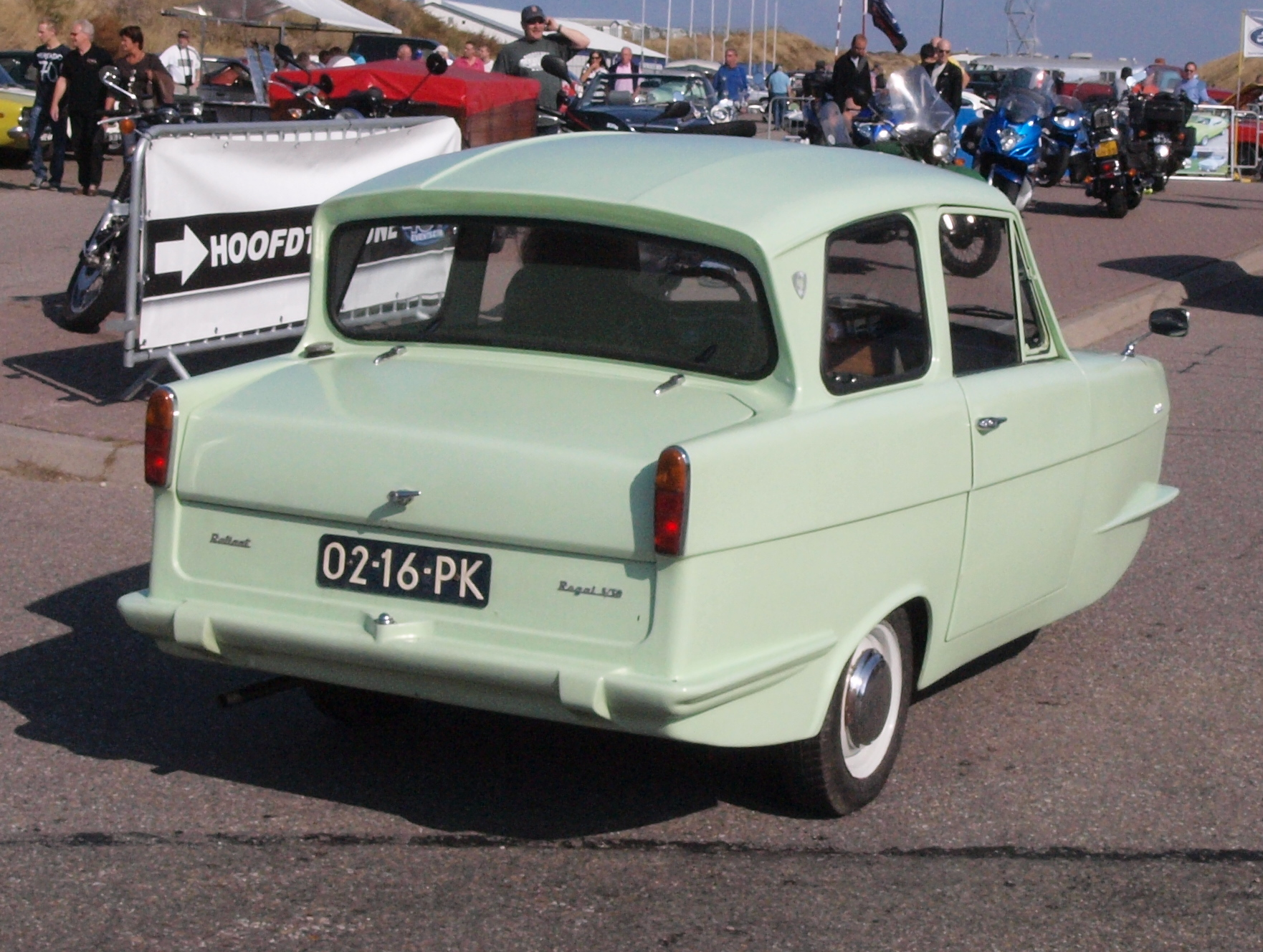
Reliant Regal por detrás.

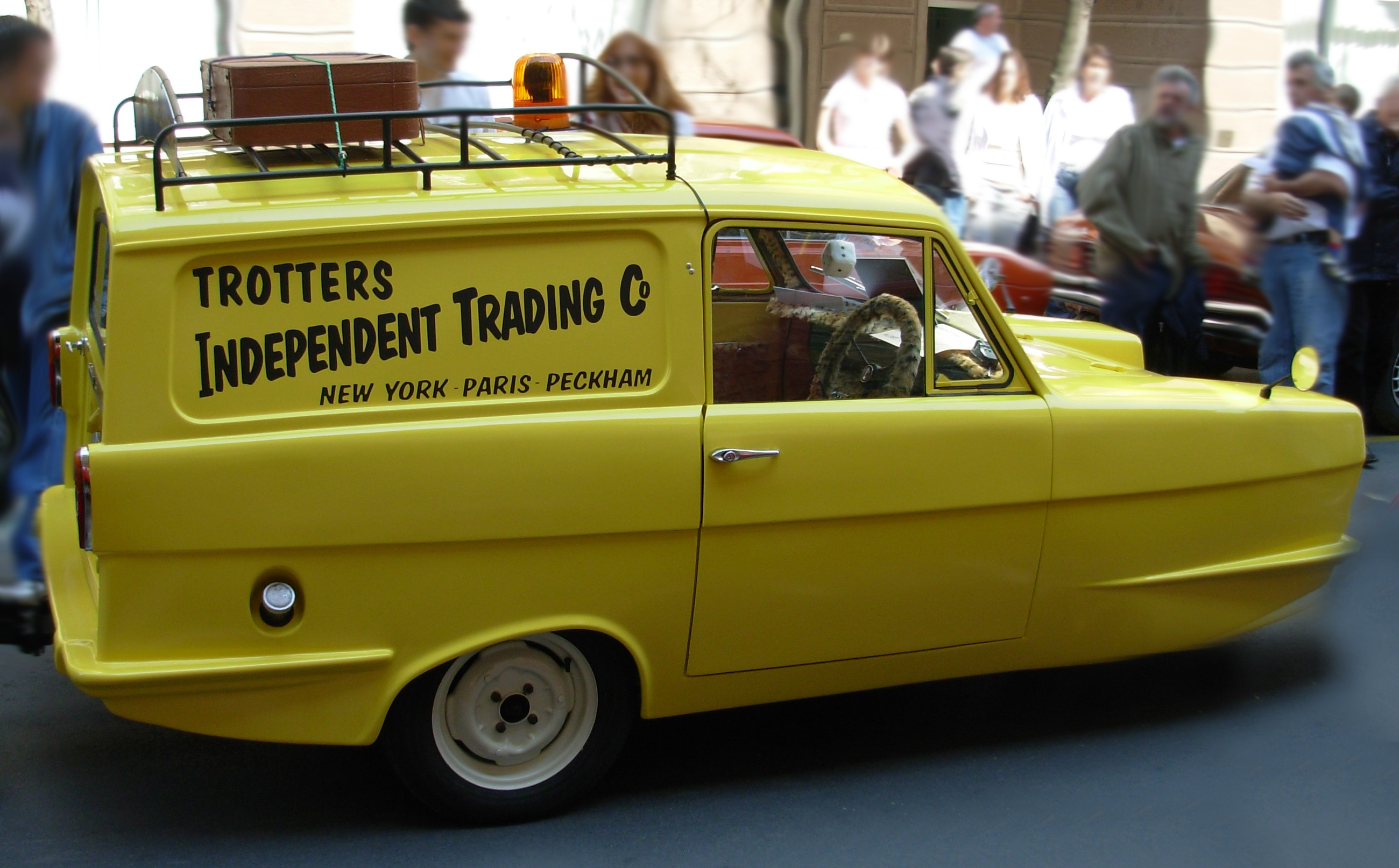
Un Reliant Regal Van, pintado con los colores del icónico vehículo de Only Fools and Horses.

- Los Reliant Regal y los Robin disfrutan de un lugar especial en la cultura del Reino Unido, como símbolos de la excentricidad británica. Un ejemplo de un Reliant es la camioneta propiedad de Del Boy y de Rodney Trotter en la serie televisiva de la BBC titulada Only Fools and Horses. La camioneta es citada con frecuencia de forma incorrecta como un Robin, aunque en realidad es un Regal Supervan. El vehículo original se exhibe en el Museo Nacional del Motor de Beaulieu, en tanto que una de las dos furgonetas de repuesto se vendieron en 2007 por más de 44.000 € al boxeador británico Ricky Hatton. Copias de esta camioneta icónica aparecen a la venta en sitios web de subastas.

- En otra comedia de televisión, Mr Bean, el personaje principal, interpretado por el comediante británico Rowan Atkinson, con frecuencia entra en conflicto con un Reliant Regal Supervan III azul claro, contra el que choca, vuelca o golpea por su plaza de aparcamiento.

- Una Supervan roja apareció en el programa infantil en lengua galesa del canal S4C Fan Goch.[8]

- En 2011, la película de Disney Cars 2 incluye un personaje francés llamado Tomber que sigue el modelo de una berlina Reliant Regal, con algunas modificaciones creativas, como los faros de un Citroën Ami. Su nombre significa "caer" en francés, haciendo referencia a la considerable inestabilidad de los vehículos de tres ruedas.[9]

- Un Reliant Regal apareció en la ceremonia de clausura de los Juegos Olímpicos de Londres 2012. El coche se desarmaba en pedazos y Batman y Robin salían de su interior. Este número humorístico figuraba en un episodio de la serie de la BBC Only Fools and Horses.

- El Reliant Supervan aparece en los videojuegos de conducción Forza Horizon 3, Forza Horizon 4 y Forza Horizon 5. En este último, es el centro de una misión del negocio de seguros. El vehículo aparece modificado con dos ruedas estabilizadoras adheridas a los paneles laterales, puestas para satirizar la mala fama de los vehículos de tres ruedas en cuanto a estabilidad se refiere. En la presentación del auto al jugador, esta mala fama es minimizada por el personaje que lo ofrece.